# Вороњешка митрополија
Вороњешка митрополија (рус. Воронежская митрополия) митрополија је Руске православне цркве.
Образована је одлуком Светог синода од 26. децембра 2013, а налази се у оквиру граница Вороњешке области. У њеном саставу се налазе три епархије: Вороњешка, Борисоглебска и Росошанска.